# 히로시마현도 제204호선

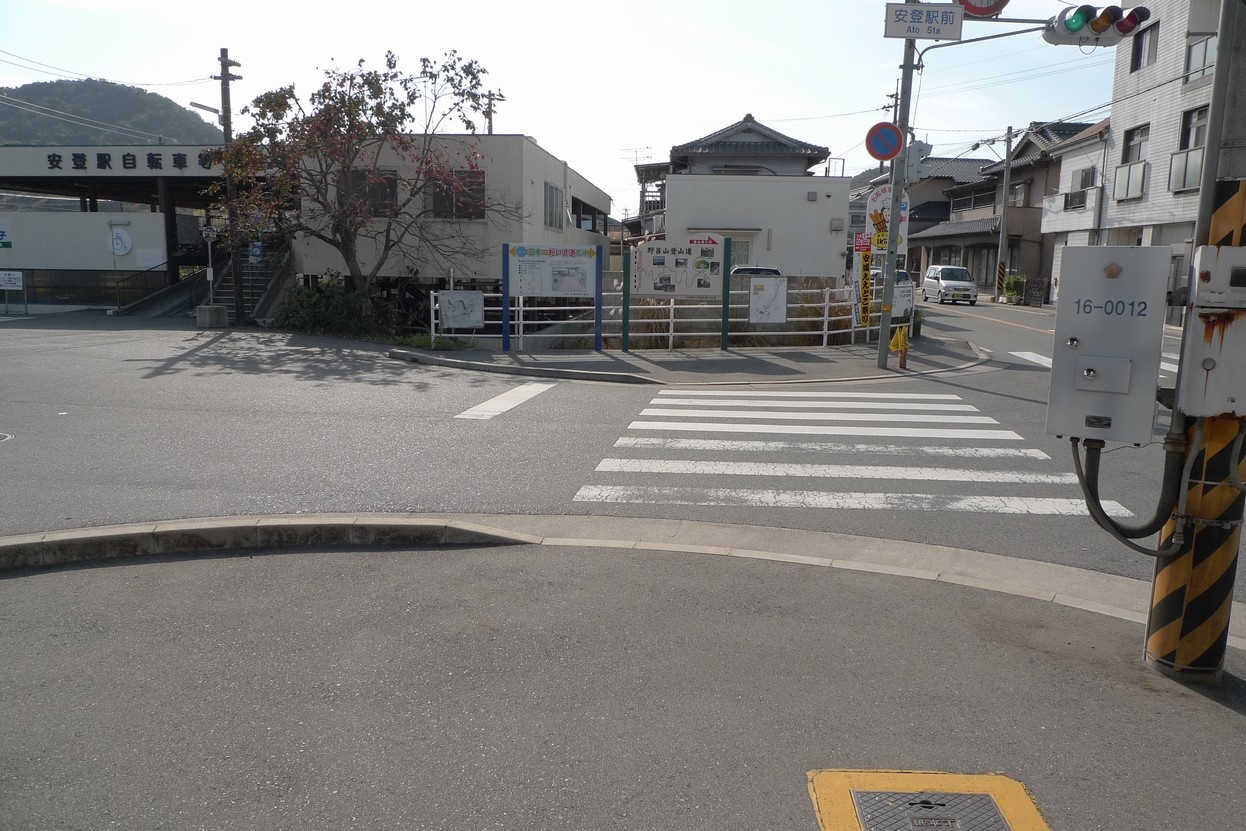
히로시마현도 제204호선 아토 정차장선의 전경이다. 그러나 화면 중앙부의 왼쪽에 있는 나무가 심어진 상태인 곳이 기점이며, 횡단보도의 우측 끝자락 부근 일대가 종점이다.

204번 히로시마현도(일본어: 広島県道204号安登停車場線→히로시마현도 204호 아토 정차장선)는 히로시마현 구레시 야스우라정 아토니시 5정목에 위치한 JR 구레선 아토역 앞에서 같은 지점의 역앞 교차로까지 이어주는 총연장 10 m의 일반 현도이다.

## 개요
이 현도는 JR 구레선 아토역앞 광장에서 185번 국도를 만나는 길목까지는 불과 10.5 m에 이른다. 이 도로의 길이는 옛 대우자동차의 BS105 또는 BF105 차량의 전장과 거의 비슷한 거리를 가지고 있다. 2001년(헤이세이 13년)에는 이 도로가 확장되면서, 도로의 폭이 연장을 너머 그대로 놔둔 형태를 가진 특성이 있는 특이한 도로이다. 그래서 일본의 최단거리 지방도라는 타이틀을 가지고 있는 것을 목적으로 홍보하게 되어 있는 간판도 내걸었으나, 실제 연장은 도리어 나가노현도 제162호 우에다 정차장선이 오히려 더 짧은 총연장 7m에 이르고 있다. 아울러 1975년판 국/현도 노선 목록표에 따르면 이 도로의 길이가 14m(아파트 6층 높이를 세로로 세운 길이)로 기록되어 있으나, 국도 제185호선의 확장 공사 여파에 따라 총 연장이 4m 더 감소시킨 것으로 드러난다. 이와 같이 도보로는 약 2~3초 정도 걸리는 거리로 약 두서너발 정도만 걸어도 금방 끝나며, 그 정도이면 자동차를 주행하다가 말아야 하는 거리와 같은 이치가 된다.

### 노선 정보
- 총 연장: 10.5 m
- 실제 연장: 총 연장과 동일함.
- 폭: 18.7 m
- 면적: 62 m²

## 지리
- 통과하는 지자체: 유일하게도 구레시(히로시마현 관할) 단 1곳 뿐이다.
- 접촉 가능한 도로: 185번 국도

## 같이 보기
- 162번 나가노현도 - 일본의 도도부현도 노선 중에서 실제 연장이 매우 짧은 노선
- 45번 니가타현도 - 일본의 도도부현도 노선 중에서 실제 연장이 가장 긴 노선, 한국으로 치면 90번 국가지원지방도와 비슷한 포지션을 가지고 있음.